# JR北海道KiHa 150型柴聯車
KiHa 150型（キハ150型）為北海道旅客鐵道（JR北海道）的一款液力傳動柴聯車。

## 概要
國鐵分割民營化時，JR北海道旗下地方交通線的普通列車以KiHa 22型、KiHa 40系與KiHa 56系柴聯車為主。然而，當時KiHa 22型與KiHa 56系的車齡已超過30年，車身已經老化，而KiHa 22型與KiHa 40系雖然可以單機運作，但是由於其引擎出力較低，冬季期間經常要以兩輛為一組運行，以便推除軌道上的積雪。
為此，JR北海道於1995年引入了KiHa 150型柴聯車，以解決上述問題，並同時取代老化的KiHa 22型。這款列車的車身構造參照JR東日本KiHa 100系柴油動車組，但改用馬力高達450匹的N-KDMF15HZ型柴油引擎，以及N-DT150形與N-TR150形無搖枕轉向架。此外，車上也設有整理券發行機與收費箱，以方便司機在一人控制的班次中進行檢票與收費等工作。

## 構造
KiHa 150型柴聯車的車身參照JR東日本KiHa 100系柴油動車組，全長20米，每邊具有兩扇車門讓乘客上落車。與KiHa 100系不同的是，車頭燈分別安裝於右上角、左上角與貫通門的左方與右方，而兩盞車尾燈則安裝於貫通門上方。
為應付北海道嚴寒的冬季，KiHa 150型的車廂內部與車門間設有隔板，且與KiHa 100系同樣裝設半自動車門，以收保溫之效。車廂內部的座位為半對向式，並採用1+2座位佈局，而車門附近的座位為縱向排列。此外，每個車廂均設有洗手間與供輪椅使用者使用的多用途空間，但由於洗手間為蹲式廁所，因此輪椅使用者無法使用。車上也設有整理券發行機與收費箱，以方便司機在一人控制的班次中進行檢票與收費等工作。布幕式終點指示器於2015年改為電子顯示。
為方便於JR北海道旗下的地方交通線進行除雪工作，KiHa 150型柴聯車每輛裝有一部由小松製作所製造的N-KDMF15HZ型渦輪增壓柴油引擎，馬力高達450匹，比KiHa 40系柴聯車高出一倍，也比KiHa 56系柴聯車出力更大。車廂底部亦裝設一個引擎預熱裝置、一個容量達500公升的燃料箱，以及N-DT150形與N-TR150形無搖枕轉向架，轉向架配置空氣彈簧。
因此KiHa 150型柴聯車的最高速度可達110 km/h。另一方面，引擎散熱器及燃料箱等採用了公路公車使用的零件，以節省成本。

## 型號區分及運用

### 0番台

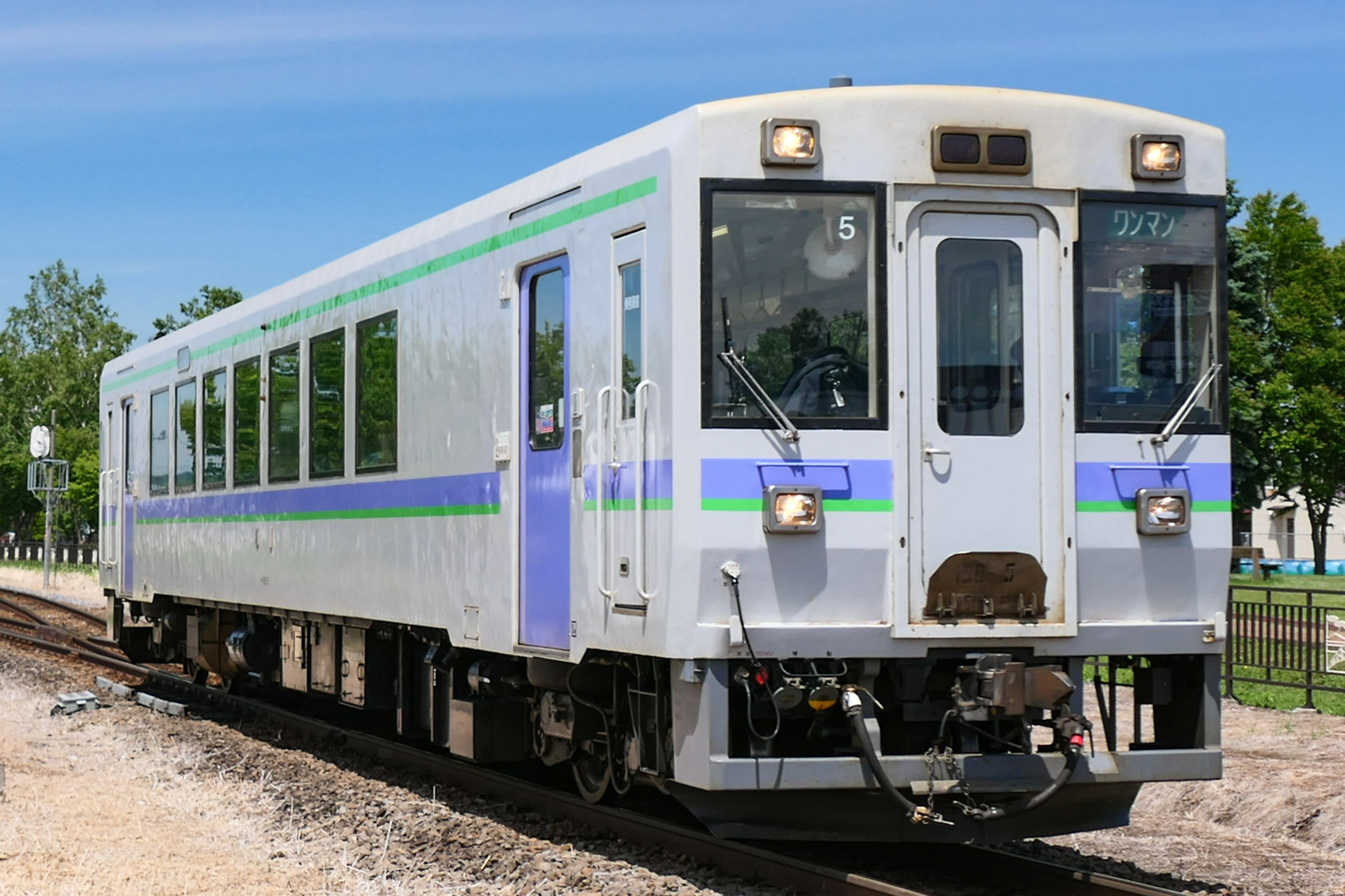
KiHa 150型0番台，部分列車的車門塗上淺紫色

1993年（平成5年），1-10號車投入服務，兩年後再有7輛（11-17）投入服務，是為0番台。這些列車配備固定式車窗與空調裝置，並提供49個座位與68個站位。0番台列車配置於旭川運轉所與苗穗運轉所，分別作為富良野線與函館本線非電氣化區間使用。當中配置於旭川運轉所的列車，車門為淺紫色，車窗上方有一條綠色色帶，而車窗下方則有一條淺紫色與一條綠色色帶；配置於苗穗運轉所的列車，車門為綠色，車窗上方有一條藍色色帶，而車窗下方則有一條綠色與一條藍色色帶。
2020年，由於H100型柴聯車投入服務，所有原屬苗穗運轉所的KiHa 150型柴聯車均被調至旭川運轉所，目前主要作為普通列車於富良野線及石北本線上運行。

### 100番台

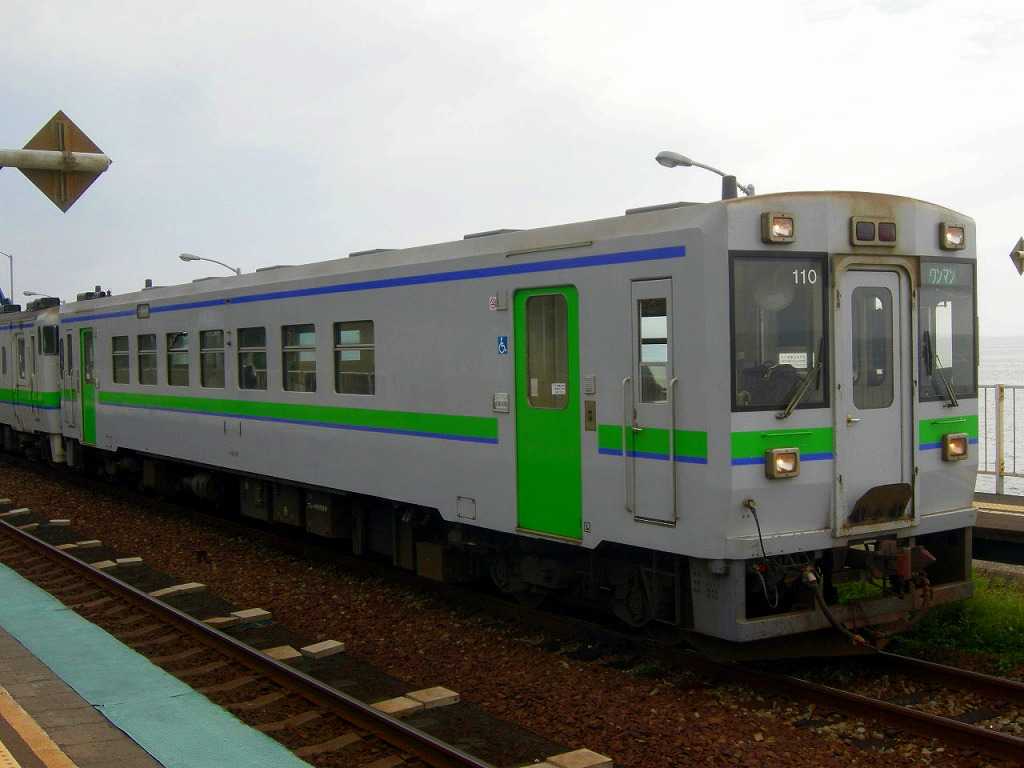
KiHa 150型100番台

1993年（平成5年），101-110號車投入服務，是為100番台。這些列車沒有安裝空調裝置，因此車窗可以開啟以確保空氣流通。列車車門為綠色，車窗上方有一條藍色色帶，而車窗下方則有一條綠色與一條藍色色帶。由於外壁較0番台列車厚，因此需要取消2個站位，換言之可提供49個座位與66個站位。
目前所有100番台列車配置於苫小牧運轉所，作為普通列車於函館本線（長萬部 - 札幌間）、石勝線（千歲 - 新夕張間）與室蘭本線上運行。